# 陈一新 (1959年)
陈一新（1959年9月1日—），男，汉族，浙江泰顺人，中国共产党党员，中华人民共和国政治人物。丽水师范专科学校毕业，中共浙江省委党校研究生学历、研究员。现任中华人民共和国国家安全部部长。
曾任中共金华市委书记，中共浙江省委常委、中共温州市委书记，中央全面深化改革领导小组办公室专职副主任，中共湖北省委副书记，中共武汉市委书记，武汉市人大常委会主任，中共中央政法委员会秘书长等职，是中共第十九届中央委员会候补委员、第二十届中央委员会委员。
因习近平在浙江省擔任主要領導期間，陈一新曾在習近平手下工作，被外界廣泛認為是习近平派系之江新軍成員之一。

## 经历

### 早年经历
1976年7月参加工作，赴丽水地区云和县张村公社插队劳动，是张村大队知青。1978年，考入丽水师范专科学校物理系。毕业后留校，担任物理系团总支书记，1982年6月加入中国共产党。
1984年，调至中共丽水地委工作，开启从政之路。历任丽水地委办公室秘书科秘书、副科长、科长，地委办公室副主任等职。

### 浙江任职
1992年11月，调入中共浙江省委办公厅工作，先后任职于调研写作处、党群政法处、综合处。2000年6月，升任浙江省委办公厅副主任。任内与张德江、习近平、赵洪祝三任浙江省委书记皆有交集。特别是在习近平任职期间，2003年7月，被提拔为中共浙江省委副秘书长。2006年6月起兼任浙江省委政策研究室主任，直接服务于习近平，是之江新军成員之一。
2012年1月，出任中共金华市委书记。主政金华之初，陈一新提出打造“金义都市新区”，曾在100天之内完成了2.3万亩土地的征用，成功引资了阿里巴巴。2013年6月，转任中共温州市委书记。2014年12月，升任中共浙江省委常委、兼任中共温州市委书记，晋升为副部级干部。

### 中央深改办
2015年12月，转任中央全面深化改革领导小组办公室专职副主任。

### 湖北时期
2017年1月2日，调任中共湖北省委副书记、中共武汉市委书记。2017年2月，當選武漢市人大常委會主任。
2017年10月，在中国共产党第十九次全国代表大会上当选中国共产党第十九届中央委员会候补委员。

### 中央政法委
2018年3月20日，升任中共中央政法委员会秘书长。
2018年9月4日，陈一新在政法高层工作会议上强调，政法委将培养政法网红大V，研究网络斗争新战略、新战场、新战法。
新冠肺炎疫情暴发后，2020年2月8日，陈一新出任中央赴湖北等疫情严重地区指导组副组长。

### 执掌国安部
2022年10月30日，陈一新接替升任中共中央政法委书记的陈文清出任国家安全部部长。